# Anthidiellum biroi
Anthidiellum biroi är en biart som först beskrevs av Heinrich Friese 1909.  Anthidiellum biroi ingår i släktet Anthidiellum och familjen buksamlarbin. Inga underarter finns listade i Catalogue of Life.